# 葡萄园圣母堂

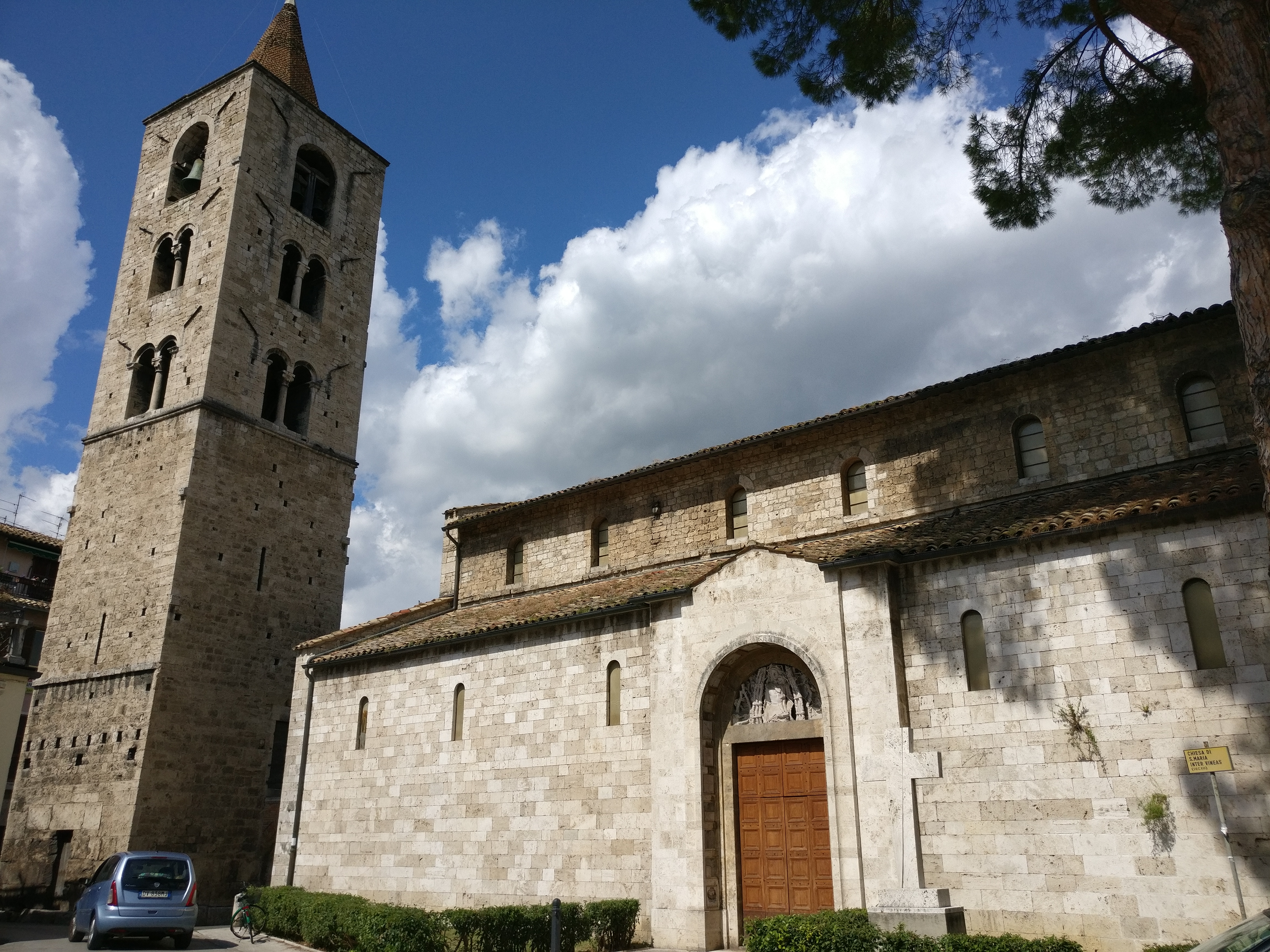
葡萄园圣母堂

葡萄园圣母堂（Santa Maria Inter Vineas）是一座罗马天主教堂，晚期罗马式和早期哥特式风格，位于意大利马尔凯大区阿斯科利皮切诺镇的克雷莫尔广场。
教堂始建于 13 世纪，几个世纪以来，教堂已变化甚多。现在的大门是右中殿的立面，兼有罗马式和哥特式元素，只有一个入口。独立的钟楼可能是由私人了望塔改建，配有竖框窗户。内部由交替的壁柱和柱子分隔为一个中殿和两个侧廊。 1950-1954 年修复时，发现了 13 世纪湿壁画的痕迹，包括《加冕的圣母和圣婴，以及圣史若望和圣弥额尔总领天使》。教堂还设有 15 世纪尼古拉·皮祖蒂的洞石墓碑，作为哥特式文艺复兴风格的会幕建造，拱肩上有卡罗·克里韦利画派的湿壁画《圣史和四枢德》。 